# تد نیکولز
تد نیکولز (انگلیسی: Ted Nichols؛ زادهٔ ۲ اکتبر ۱۹۲۸) آهنگساز، رهبر ارکستر، تنظیم‌کننده، و مدرس موسیقی اهل ایالات متحده آمریکا است.
او دانش‌آموختهٔ دانشگاه بیلر و دانشگاه تگزاس ای اند ام در کینگزویل است.
از فیلم‌ها یا مجموعه‌های تلویزیونی که وی در آن‌ها نقش داشته‌است، می‌توان به عصر حجر، بردمن و نگهبانان کهکشان، ماجراهای تازه هاکلبری فین و مورچه اتمی اشاره نمود.